# إير إيفوار
إير إيفوار كانت شركة الطيران الوطنية لساحل العاج إلى غاية توقف عملياتها عام 2011.

## تاريخ
أنشئت الشركة في ديسمبر 1960، وبدأت عملياتها في أغسطس 1964.
في فبراير 2011، عقب الأوضاع السياسية الغير مستقرة في ساحل العاج تدهورت أوضاع الشركة وتسبب ذلك في توقف عملياتها.

## الأسطول
كانت إير إيفوار تستخدم أسطولاً مكوناً من الطائرات التالية:
- 4 طائرات من طراز بوينغ 500-737
- طائرة واحدة من طراز إيرباص إيه 321